# Bastia
Bastia (tiếng Corse: Bastìa, phát âm tiếng Pháp: [bas.tja], phát âm tiếng Corse và tiếng Ý: /basˈti.a/) là một xã thuộc tỉnh Haute-Corse của Pháp, tọa lạc trên đảo Corse. Đây là xã có dân số đông thứ nhì trên đảo sau Ajaccio, và cũng thủ phủ của tỉnh.
Bastia là cảng biển chính và là đô thị thương mại chủ yếu của đảo, được biết đến vì rượu vang. Chừng 10% dân số là người nhập cư. Cư dân của xã được gọi là Bastiais hay Bastiaises trong tiếng Pháp.

## Khí hậu
| Dữ liệu khí hậu của Bastia                   | Dữ liệu khí hậu của Bastia | Dữ liệu khí hậu của Bastia | Dữ liệu khí hậu của Bastia | Dữ liệu khí hậu của Bastia | Dữ liệu khí hậu của Bastia | Dữ liệu khí hậu của Bastia | Dữ liệu khí hậu của Bastia | Dữ liệu khí hậu của Bastia | Dữ liệu khí hậu của Bastia | Dữ liệu khí hậu của Bastia | Dữ liệu khí hậu của Bastia | Dữ liệu khí hậu của Bastia | Dữ liệu khí hậu của Bastia |
| Tháng                                        | 1                          | 2                          | 3                          | 4                          | 5                          | 6                          | 7                          | 8                          | 9                          | 10                         | 11                         | 12                         | Năm                        |
| -------------------------------------------- | -------------------------- | -------------------------- | -------------------------- | -------------------------- | -------------------------- | -------------------------- | -------------------------- | -------------------------- | -------------------------- | -------------------------- | -------------------------- | -------------------------- | -------------------------- |
| Cao kỉ lục °C (°F)                           | 25.1 (77.2)                | 23.9 (75.0)                | 27.1 (80.8)                | 25.4 (77.7)                | 30.7 (87.3)                | 35.7 (96.3)                | 36.5 (97.7)                | 38.3 (100.9)               | 34.3 (93.7)                | 29.7 (85.5)                | 28.0 (82.4)                | 24.0 (75.2)                | 38.3 (100.9)               |
| Trung bình ngày tối đa °C (°F)               | 13.6 (56.5)                | 13.8 (56.8)                | 15.6 (60.1)                | 17.8 (64.0)                | 22.0 (71.6)                | 25.8 (78.4)                | 29.1 (84.4)                | 29.3 (84.7)                | 25.8 (78.4)                | 21.9 (71.4)                | 17.4 (63.3)                | 14.5 (58.1)                | 20.6 (69.1)                |
| Trung bình ngày °C (°F)                      | 9.3 (48.7)                 | 9.4 (48.9)                 | 11.2 (52.2)                | 13.3 (55.9)                | 17.2 (63.0)                | 20.9 (69.6)                | 24.1 (75.4)                | 24.4 (75.9)                | 21.1 (70.0)                | 17.6 (63.7)                | 13.3 (55.9)                | 10.4 (50.7)                | 16.1 (61.0)                |
| Tối thiểu trung bình ngày °C (°F)            | 5.1 (41.2)                 | 4.9 (40.8)                 | 6.7 (44.1)                 | 8.8 (47.8)                 | 12.4 (54.3)                | 16.0 (60.8)                | 19.0 (66.2)                | 19.4 (66.9)                | 16.5 (61.7)                | 13.3 (55.9)                | 9.2 (48.6)                 | 6.3 (43.3)                 | 11.5 (52.7)                |
| Thấp kỉ lục °C (°F)                          | −4.6 (23.7)                | −5.0 (23.0)                | −3.8 (25.2)                | 0.5 (32.9)                 | 3.1 (37.6)                 | 8.2 (46.8)                 | 10.2 (50.4)                | 11.8 (53.2)                | 7.6 (45.7)                 | 2.8 (37.0)                 | −0.5 (31.1)                | −3.3 (26.1)                | −5.0 (23.0)                |
| Lượng Giáng thủy trung bình mm (inches)      | 67.4 (2.65)                | 56.9 (2.24)                | 59.8 (2.35)                | 76.2 (3.00)                | 49.6 (1.95)                | 41.0 (1.61)                | 12.6 (0.50)                | 20.9 (0.82)                | 81.1 (3.19)                | 127.1 (5.00)               | 113.7 (4.48)               | 93.0 (3.66)                | 799.3 (31.47)              |
| Số ngày giáng thủy trung bình (≥ 1.0 mm)     | 6.1                        | 6.1                        | 6.5                        | 6.9                        | 5.4                        | 3.4                        | 1.7                        | 2.4                        | 5.0                        | 7.1                        | 8.4                        | 8.1                        | 67.0                       |
| Số ngày tuyết rơi trung bình                 | 0.9                        | 0.7                        | 0.3                        | 0.0                        | 0.0                        | 0.0                        | 0.0                        | 0.0                        | 0.0                        | 0.0                        | 0.1                        | 0.4                        | 2.5                        |
| Độ ẩm tương đối trung bình (%)               | 73                         | 73                         | 72                         | 74                         | 76                         | 73                         | 70                         | 71                         | 75                         | 76                         | 75                         | 74                         | 73.5                       |
| Số giờ nắng trung bình tháng                 | 133.8                      | 157.5                      | 192.0                      | 214.0                      | 268.0                      | 295.6                      | 345.1                      | 304.2                      | 232.0                      | 175.8                      | 133.0                      | 128.2                      | 2.579,3                    |
| Nguồn 1: Meteo France                        |                            |                            |                            |                            |                            |                            |                            |                            |                            |                            |                            |                            |                            |
| Nguồn 2: Infoclimat.fr (đo độ ẩm, 1961–1990) |                            |                            |                            |                            |                            |                            |                            |                            |                            |                            |                            |                            |                            |

## Thành phố kết nghĩa
Bastia kết nghĩa với:
- Erding, Đức
- Viareggio, Ý